# マーキュリング
株式会社マーキュリングは、日本の芸能事務所。主にナレーター、MC、司会者、声優のマネージメントなどを行っている。

## 概要
2000年8月に有限会社エムスタとして設立。2006年12月に株式会社エムスタ・ナレータープロダクションに社名変更。2010年7月に現社名に変更された。
社名「マーキュリング」の由来はマーキュリーの「水星」。リングは「輪・和」という意味。水星は太陽の一番近くにある惑星で、一番速く、一番熱く、一番光り輝いている。そんな心持ちで、登録者・所属者・受講者のみなさん、クライアント様、そして周りの縁ある方々と共に、大きな大きな輪となって、豊かに発展していけたらという願いが込められてる。

## 所属ナレーター・MC・司会者・声優
| あ行 - 相澤ちえ - アッキ - アルファ - アンディ小山 - 石田優子 - 稲垣文子 - ウイリアム - EIHAKU - 江尻真知子 - 大塚ゆり - 岡田文栄 - 乙坂章子 - 鬼塚啓之進 か行 - ガードナー - 角田桂子 - 梶原英梨子 - 菊地秀之 - 木村久美 - クリスチャン - 黒木美南子 - 越田なつき - 小林尚子 - 小林優 - 小柳ありか | さ行 - サイ - サーシャ - 税所紀子 - 坂井亜紀子 - 坂崎すずえ - 佐久間一嘉 - 沢陽日 - ジェフリー - 篠宮れい子 - 白羽リサ - ジョンソン た行 - 田口真弓 - 高本ゆか - 谷川琴子 - ダン岡崎 - 塚本美也子 - とよたまみ | な行 - 中村悦子 - 鍋島昭茂 - 西田英智 - ニン - 根本雅子 - 信元夏代 は行 - 波並明美 - 浜田恵子 - 濱田裕子 - 早川沙希 - 原弥生 - バルニー - ピーター - 広瀬未来 - 福田修一 - 藤本典子 - 古田裕子 - 星野雅恵 | ま行 - マーカス - 松浦由実 - 森蕾 や行 - 安田敬一郎 - 山田美和子 - 吉岡真由美 - 吉川雅子 - 吉田伸男 ら行 - リテイ |

## かつて所属していた主なナレーター・MC・司会者・声優
- 生馬アイザック
- 武井千恵子
- 水本香里
- 宮城麻里子